# شعاع (بحري)

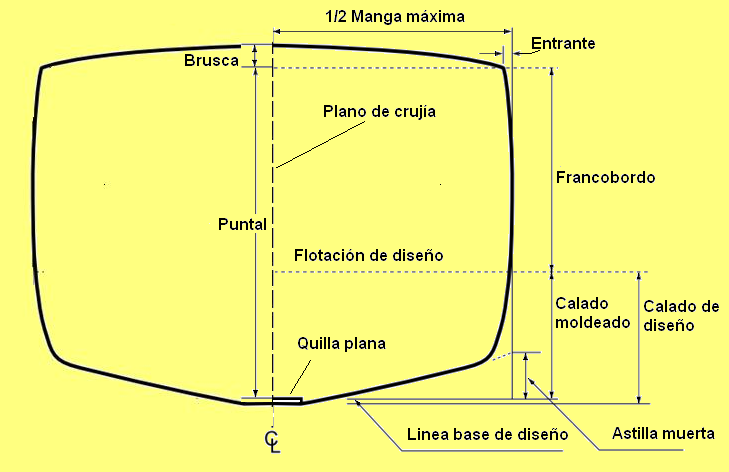

شعاع (بالإنجليزية: beam) هو عرض السفينة عند أوسع نقطة، أو أعرض نقطة للسفينة. 
بشكل عام، كلما زاد عرض بدن السفينة (أو القارب)، كان الاستقرار الأولي أكبر، على حساب الاستقرار الثانوي في حالة الانقلاب، حيث هناك حاجة إلى مزيد من الطاقة لتصحيح السفينة من موضعها المقلوب. 